# Ahrsen
Ahrsen ist seit dem 1. Januar 2020 ein Ortsteil der Stadt Walsrode im niedersächsischen Landkreis Heidekreis in der Südheide. In dem Dorf leben 104 Einwohner auf einer Fläche von 11 km².

## Geografie

### Lage
Ahrsen liegt im nördlichen Bereich des Walsroder Stadtgebietes, 8 km nördlich vom Ortsteil Bomlitz entfernt. Ahrsen ist kein geschlossenes Dorf, sondern setzt sich aus Höfen in Streulage zusammen. Die Gebäude bestehen überwiegend aus historischer Bausubstanz.

### Nachbargemeinden
Nachbargemeinden sind – von Norden aus im Uhrzeigersinn – Ottingen, Bommelsen, Kroge, Benefeld, Jarlingen und Kettenburg.

### Flüsse
Durch Ahrsen fließt die Warnau.

## Geschichte
Nach der Gebietsreform, die am 1. März 1974 in Kraft trat, war die vorher selbstständige Gemeinde Ahrsen eine von acht Ortschaften der Gemeinde Bomlitz. Die Gemeinde Bomlitz wurde am 1. Januar 2020 nach Walsrode eingemeindet.

## Verkehr
Ahrsen liegt fernab des großen Verkehrs. Die Bundesautobahn 27 verläuft 12 km entfernt südwestlich, und die Bundesautobahn 7 verläuft 11 km entfernt südöstlich. Die von Dorfmark über Visselhövede nach Rotenburg (Wümme) führende Bundesstraße 440 verläuft nördlich, 2 km entfernt.

## Sehenswürdigkeiten
Im westlichen Teil von Ahrsen liegt das unter Naturschutz stehende Ottinger Ochsenmoor.
Siehe auch Liste der Baudenkmale in Walsrode (Außenbezirke)#Ahrsen/Jarlingen